# Querflöte
Querflöte (italienisch flauto traverso) ist eine randgeblasene Flöte mit einem, im Unterschied zur Längsflöte, seitlich am Rohr angebrachten Anblasloch. In der Hornbostel-Sachs-Systematik definiert dieses Kriterium innerhalb der „Flöten“ (421) die weltweit verbreitete instrumentenkundliche Gruppe der „Querflöten“ (421.12).
Im engeren Sinn ist die Querflöte oder Konzertflöte, historisch Traversflöte, in der westlichen Musik ein bedeutendes Solo- und Orchesterinstrument. Auch im Jazz (als Jazzflöte), in der Rockmusik und in der lateinamerikanischen Musik wird die Querflöte eingesetzt.

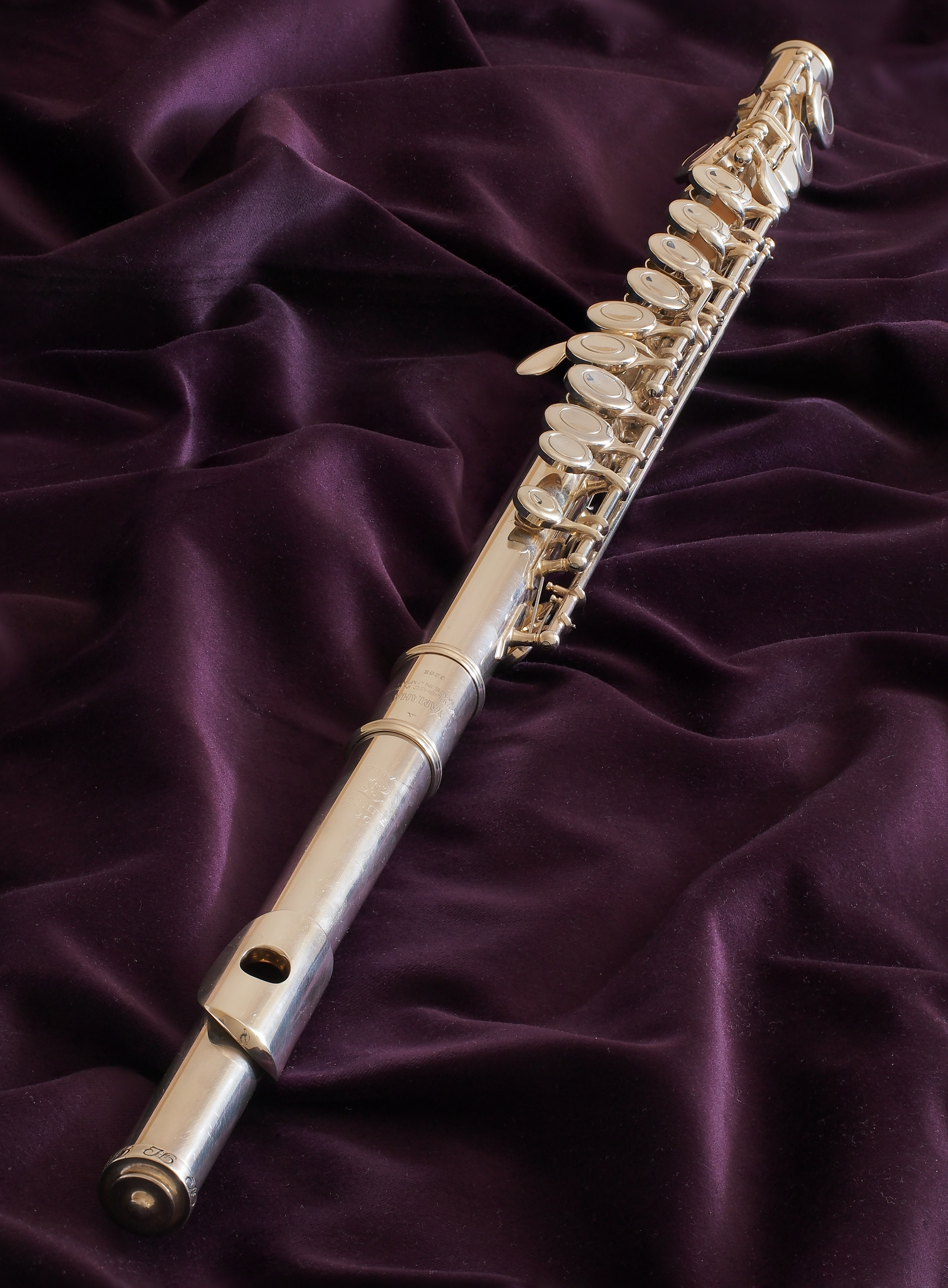
Konzertflöte

## Bauform
Es gibt unterschiedliche Formen von Querflöten im engeren Sinn. Die moderne Querflöte, genannt Böhmflöte, auch Große Flöte, besteht aus folgenden drei Teilen: Kopfstück, Mittelstück und Fußstück.

### Kopfstück
Bei der Querflöte ist das Kopfstück üblicherweise gerade, es gibt aber auch gebogene Kopfstücke als Lernhilfe für Kinder- oder bei tieferen Alt-, Tenor- und Bassflöten. So ist das Instrument einfacher zu greifen und durch einen dadurch kürzeren Hebel einfacher zu halten. Das Kopfstück besteht aus dem eigentlichen Rohr, dem Tubus, der aus verschiedenen Materialien bestehen kann (siehe Material). Im oberen Drittel befindet sich ein Loch mit aufgelötetem Kamin. Dieser trägt die gewölbte Mundlochplatte mit dem eigentlichen Anblasloch. Den Abschluss des Kopfstückes bildet der Stimmkorken im Tubusinneren. Das Kopfstück ist im Unterschied zum übrigen Tubus nicht zylindrisch, sondern (ab der Wiener Klassik) verkehrt-konisch gebohrt, das heißt, der innere Luftraum verjüngt sich vom Flötenende zum Anblasloch. Dieser unterschiedliche Konus hat Einfluss auf den Klang der Flöte. Der Stimmkork befindet sich im oberen engen Teil des Kopfstückes über dem Anblasloch. Die Kerbe am unteren Ende des Wischerstabes sollte bei richtiger Justierung genau in der Mitte des Anblasloches sichtbar sein. Die Wölbung der Mundlochplatte, die Form und der Schnitt des Anblasloches und die Bohrung des Kopfstückes haben großen Einfluss auf Ansprache, Klangfarbe und Klangvolumen der modernen Querflöte.

### Mittelstück
Die Flöte besitzt im Mittelstück üblicherweise 13 Tonlöcher, auf die jeweils ein kurzes Rohr, genannt Kamin, aufgesetzt wird. Der Kamin bewirkt, dass das eigentlich gekrümmte Loch einen geraden Abschluss bekommt, der dann durch eine Klappe verschlossen werden kann. Bei den Klappensystemen am Mittelstück werden zwei Bauweisen und zwei Klappen-Arten unterschieden.
- inline: die Klappen sind in einer Linie angeordnet
- offset: das G ist in Richtung des linken Ringfingers vorgezogen
- geschlossene Klappen: Die Finger betätigen die Klappen, die Klappen verschließen das Tonloch
- Ringklappen (offene Klappen): Die Finger verschließen das Loch in den Klappen und betätigen die Klappen.

Ringklappen haben den Vorteil, dass der Flötist die Luftgeschwindigkeit in den Fingerspitzen spürt und sie so besser korrigieren kann. Zudem verlangt ein System mit offenen Klappen eine genauere Fingertechnik, die wiederum einem exakteren Flötenspiel zugutekommt. Die Griffmöglichkeiten sind ebenfalls sehr viel flexibler. Die offenen Klappen ermöglichen zahlreiche zusätzliche Griffe und Effekte wie Glissando, Multiphonics und Mikrointervalle (Tonabstände kleiner als ein Halbton), was vor allem beim Spielen von zeitgenössischer Musik hilfreich ist und häufig vom Komponisten verlangt wird. Seit einigen Jahren existieren auch Konzertflöten mit kompletter Vierteltonmechanik. Diese Variante der Flötenmechanik, die sich sowohl auf dem Mittelstück, als auch auf dem Fußstück befindet, wurde von der niederländischen Flötenbauerin Eva Kingma entwickelt.

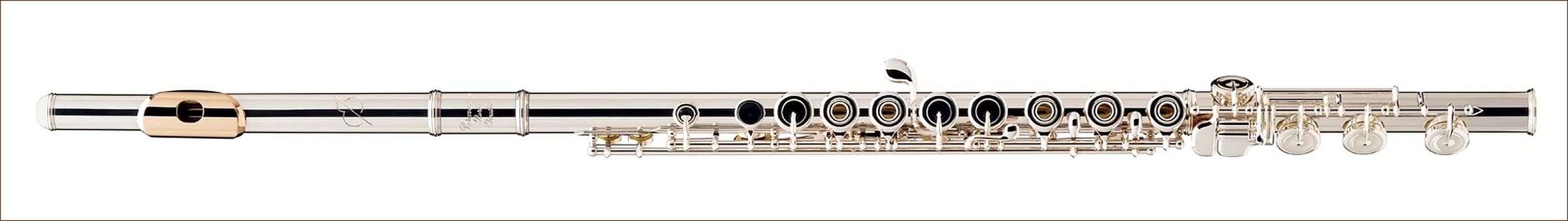
Moderne Böhmflöte mit H-Fuß

#### E-Mechanik
Viele Querflöten, vor allem im Anfängersegment, haben eine E-Mechanik. Diese Mechanik wurde zu Beginn des 20. Jahrhunderts von dem deutschen Flötenbauer Emil von Rittershausen und dem französischen Flötenbauer Djalma Julliot unabhängig voneinander entwickelt und erleichtert die Ansprache und Intonation des Tones e in der hohen dritten Oktave auf Kosten eines etwas höheren Gewichtes. Die meisten professionellen Flötisten verzichten auf den Einsatz einer E-Mechanik, da die Töne mit guter Technik ohne sie zu realisieren sind.
Die Original-Böhm-Flöte wurde mit offener Gis-Klappe konstruiert. Als sich jedoch die geschlossene Gis-Klappe unter den Flötisten immer stärker durchsetzte, musste die Öffnung für die E-Klappe verändert werden, da es Probleme bei der Intonation und der Ansprache des e3 gab. Die geteilte E-Mechanik schließt nur die untere G-Klappe, um so eine saubere Intonation und schnelle Ansprache des e3 zu erreichen. Querflöten moderner Bauart besitzen fast alle eine E-Mechanik.

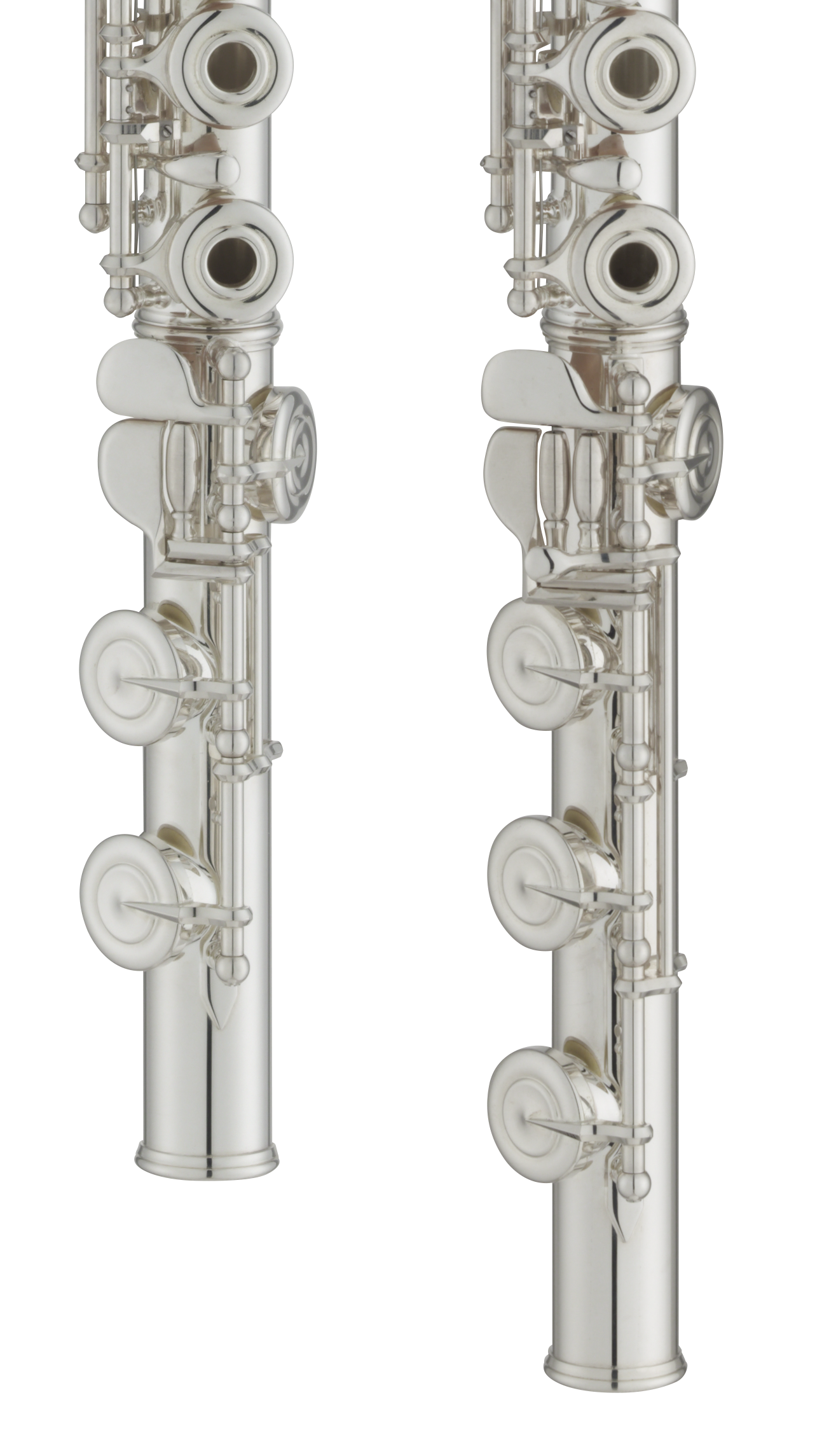
Zwei Fußstücke: links ein C-Fuß, rechts ein H-Fuß

### Fußstück
Man unterscheidet hier zwischen C-Fuß und H-Fuß: Bei Flöten mit einem C-Fuß ist der tiefstmögliche Ton das c1. Bei Flöten mit einem H-Fuß wiederum kann man noch einen Halbton tiefer spielen, also bis zum h.
Ein Vorteil einer Flöte mit H-Fuß ist der „Gizmo“ genannte kleine Hebel für das c4, der am Fuß angebracht ist, und der Umstand, dass das Instrument einen längeren Resonanzraum hat und dadurch voller, wärmer und kräftiger klingt. Besonders die hohen Töne der dritten Oktave klingen weniger hell und schrill. Zudem ist die Flöte nicht so kopflastig, was dazu führt, dass sie während des Flötenspiels vom Musizierenden leichter empfunden wird. Es gibt auch Flöten mit C-Fuß, an die ein separates Verlängerungsstück für das kleine h aufgesteckt werden kann. Und es gibt Fußstücke, die bis zum kleinen b oder sogar zum a reichen. Dies sind jedoch grundsätzlich Sonderanfertigungen.
Bei den tieferen Flöten, wie zum Beispiel der Altflöte in G, existieren sowohl Modelle mit G-Fuß als auch solche mit Fis-Fuß.

## Material
Querflöten wurden bis zur Neukonstruktion durch den Münchner Flötenbauer und Flötisten Theobald Böhm 1832 (konische Böhmflöte) oder 1847 (zylindrische Böhmflöte) und teilweise auch noch lange danach aus Holz hergestellt. Die erste Goldflöte erschien 1869, gebaut von Louis Lot. Neben Silber und Gold sind heute für den Flötenbau folgende Materialien gebräuchlich: vergoldetes Silber, Weißgold, Neusilber (Legierung aus Kupfer, Zink und Nickel), Platin, Palladium, Nickel, Titan, Carbon, Messing, Edelstahl und Holz, vor allem das sehr harte und pilzfeste afrikanische Grenadill (Dalbergia melanoxylon), aber auch das seltene Cocusholz (Brya ebenus) sowie Cocobolo (Dalbergia retusa). Die Holzarten Buchsbaum und Ebenholz werden wegen Riss- und Bruchgefahr heute kaum noch verwendet. Viele Flötisten experimentieren mit Kopfstücken, die aus einem anderen Material als der Rest des Instruments sind. Preiswertere Instrumente für Anfänger gibt es aus Aluminium oder anderen billigeren Metallen. Querflöten aus Grenadillholz mit Böhmsystem sind heute wieder beliebter als vor einigen Jahren und werden auch professionell in großen Sinfonieorchestern eingesetzt. Sie unterscheiden sich im Klang von der historischen Traversflöte, die aus Holz oder Elfenbein gefertigt wurde.
In den 1990er Jahren begannen Flötenbauer auch Instrumente aus kohlenstofffaserverstärktem Kunststoff zu bauen. Diese haben gewisse Vorteile bei der Haltbarkeit und Pflege, sind aber unter Flötisten umstritten wegen der vom „normalen“ Flötenton abweichenden Klangeigenschaften.
In den letzten Jahrzehnten wurde ein neuartiges System für die Mechanik entwickelt, das nicht mehr ausschließlich auf einer Reihe an Achsen angeschraubter Klappen basiert, sondern die Tonlöcher mittels Magnetklappen verschließt.

## Dynamik
Die Spannweite der Dynamik ist bei der Flöte relativ klein. Bis a2 beträgt sie etwa 25 dB. Bei höheren Tönen ist sie auf 10 dB begrenzt. In 9 Meter Abstand erreicht der Schallpegel im ff (fortissimo) etwa 75 dB in der tiefen und etwa 85 dB in den hohen Lagen. Das pp (pianissimo) erstreckt sich von 50 dB im unteren Tonbereich bis zu 75 dB in der Höhe. Der Klang ist im pp sehr obertonarm und nähert sich dem Sinuston. Der Schallpegel des Grundtones bleibt in der tiefen Lage im piano und forte gleich, die Verstärkung der Obertöne bewirkt den lauteren Klangeindruck. Die Spitzenbelastung des Spielers beträgt an seinem Ohr bis über 105 dB.

## Pflege und Wartung
Die Flöte sollte nach jedem Spielen komplett erst innen (normales Tuch) sowie außen (Mikrofasertuch) gereinigt werden. Vor allem Silberflöten, aber auch niedere Goldlegierungen laufen schnell an, vor allem wegen eventueller Fettrückstände der Haut.
In den Klappen sind so genannte „Polster“ eingebaut. Diese bestehen aus elastischem Material (aus einem Karton, einer Schicht Filz und so genannter Fischhaut aus hauchdünnem Schafsdarm) und haben die Aufgabe, die Tonlöcher luftdicht zu verschließen. Die Polster sind ein sehr empfindlicher Teil der Querflöte, darum sollte man sie nie mit den Fingern oder dem Putztuch berühren. Hin und wieder kommt es vor, dass sich Feuchtigkeit in den Polstern sammelt. Dadurch entsteht beim Spielen ein störendes Geräusch. Es ist ratsam, bei Auftreten dieses Geräusches ein Zigarettenpapier unter die Klappe zu klemmen, das dann die angesammelte Flüssigkeit aufsaugt. Ebenso sollte man es vermeiden, die Flöte mit Silberputzmitteln zu säubern, da dabei die empfindlichen Polster stark in Mitleidenschaft gezogen werden. Zum Teil werden die Polster bei professionellen Flöten heute aus synthetischen Materialien mit geringerer Dämpfung des Tones, besserer Resonanz und größerer Haltbarkeit hergestellt (Straubinger Pads, JS Gold Pads u. a.).
Die Flöte hat eine feine Mechanik, die mit Öl versorgt und nachgestellt werden muss. Die Polster werden ausgetauscht, wenn sie abgenutzt sind. Starke Feuchtigkeits- und Temperaturschwankungen sollten vor allem im Hinblick auf die Polster vermieden werden. Der Korpus von Metallflöten ist in dieser Hinsicht naturgemäß deutlich unempfindlicher als derjenige von Holzflöten, bei denen, bedingt durch zu geringe relative Luftfeuchtigkeit und starke Temperaturschwankungen, Risse im Holz die Folge sein können.

## Stimmlagen

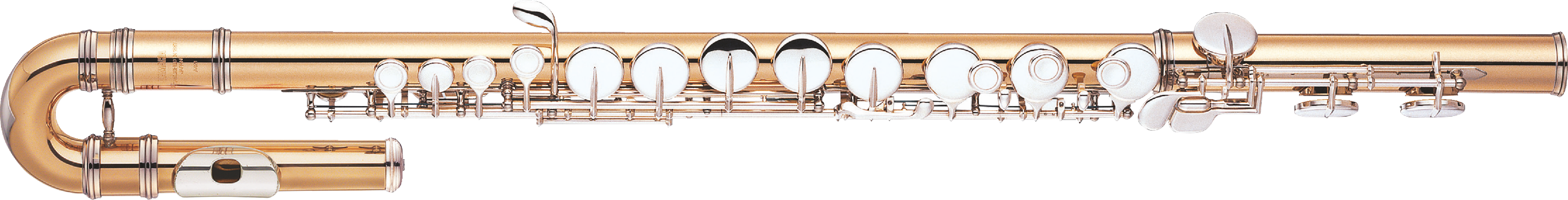
Altflöte mit gebogenem Kopfstück und geschlossenen Klappen

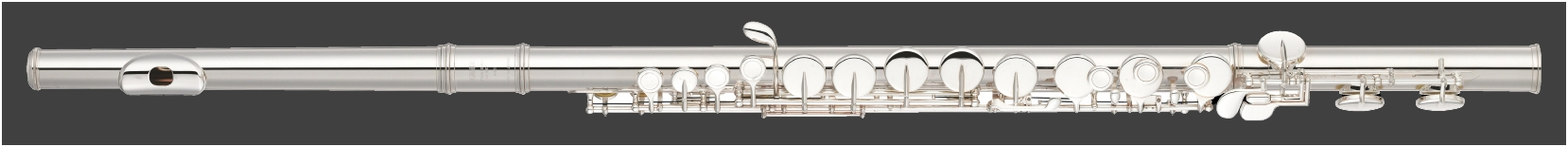
Altflöte mit geradem Kopfstück und geschlossenen Klappen

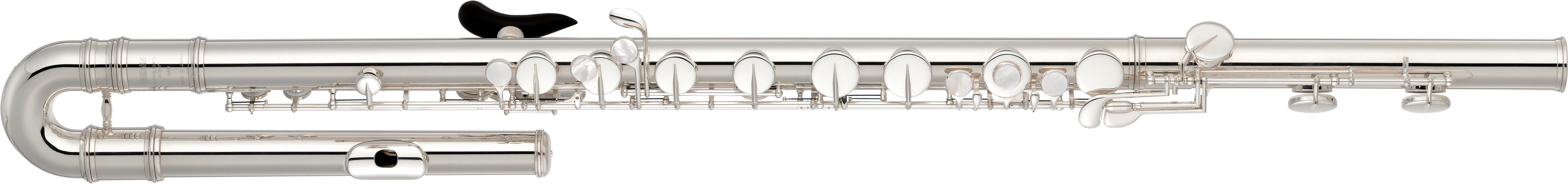
Bassflöte

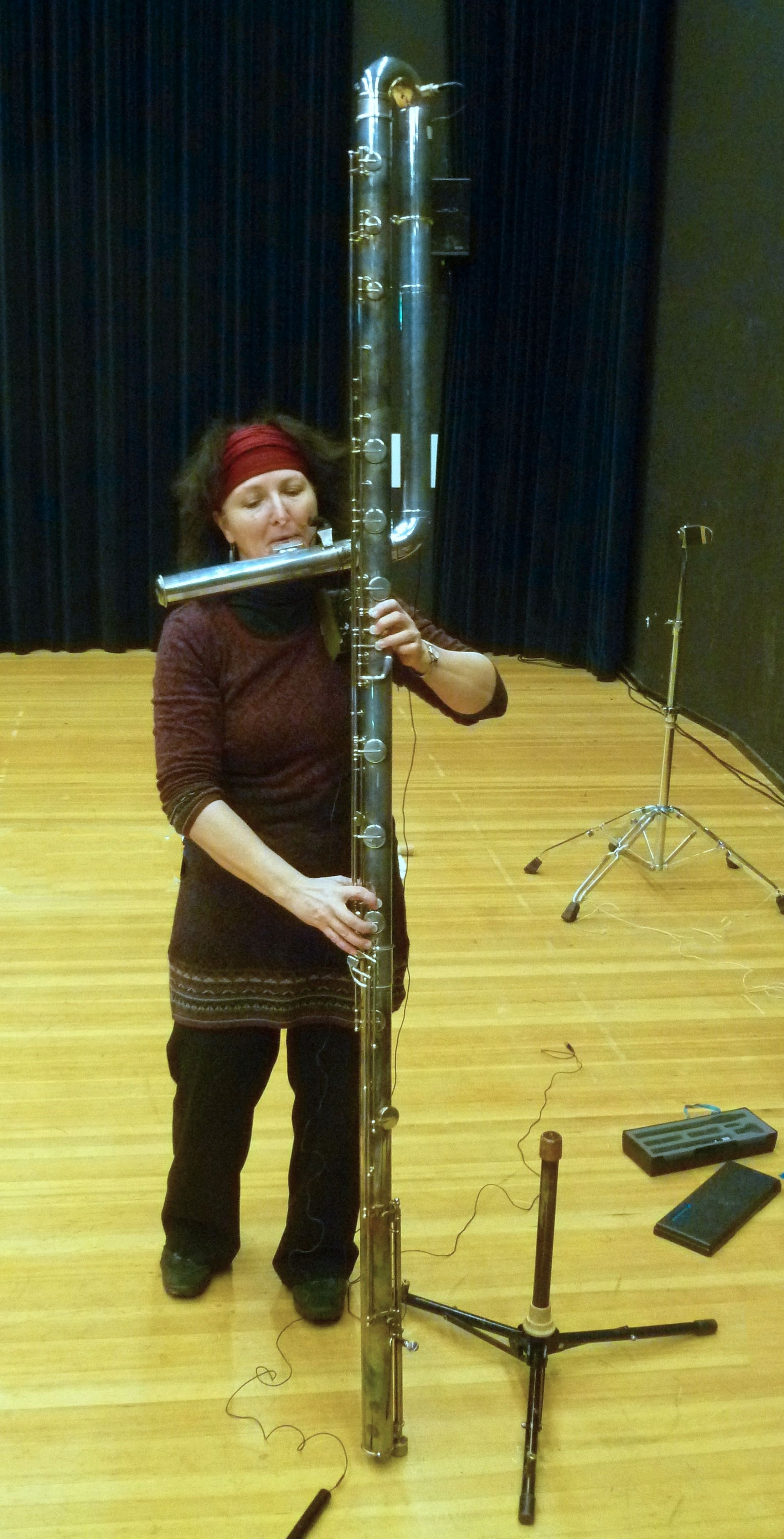
Subkontrabassflöte in G

Moderne Flöten nach dem Böhm-System werden in verschiedenen Größen gebaut:
- Piccoloflöte (auch kleine Flöte oder kleine Querflöte) in C, jedoch eine Oktave höher transponierend (Rohrlänge etwa 26 cm),[2] ab c²
- kleine Flöte in F: eine Quart höher als die große Flöte; (1) inzwischen gibt es auch eine kleine Flöte in G mit dem Beinamen „Flautino“ (derzeit nur von einem Hersteller aus Taiwan) (1)
- große Flöte in C (etwa 67,5 cm Länge),[1] ab c¹
- große Flöte in Ces (für Spielmannszüge), (1) ab ces¹
- Flauto d’amore in B: Ganzton unter der großen Flöte, (1) ab b⁰
- barocke Flauto d’amore in A oder As: kleine bzw. große Terz unter der großen Flöte, as⁰
- Altflöte in G (Rohrlänge etwa 86 cm, als transponierendes Instrument eine Quarte tiefer klingend als notiert),[3] früher auch in F und Es (zur Altflöte in G siehe auch unter Theobald Böhm), ab g⁰ bzw. f⁰ und es⁰
- Tenorflöte in A oder B
- Bassflöte in C: eine Oktave tiefer als die große Flöte, ab c⁰
- Kontra-Altflöte in G: eine Oktave tiefer als die Altflöte, (1) ab G
- Kontrabassflöte in C: eine Oktave tiefer als die Bassflöte, (1) ab C
- Kontrabassflöte in G: zwischen Kontrabass in C und Subkontrabass, (1) ab G₁
- Subkontrabassflöte: eine Oktave tiefer als die Kontrabassflöte, (1) ab C₁

## Klangbeispiele
- Tonleitern auf der großen Flöte
- Oktavieren
- Piccoloflöte
- Bassflöte

## Geschichte
Ein frühes eindeutiges Bild einer Querflöte fand sich auf einem etruskischen Relief in Perusna. Es stammt aus dem 2. oder 1. Jahrhundert v. Chr. Die im antiken Mittelmeerraum verbreiteten Querflöten sind als plagiaulos bekannt.

### Mittelalter

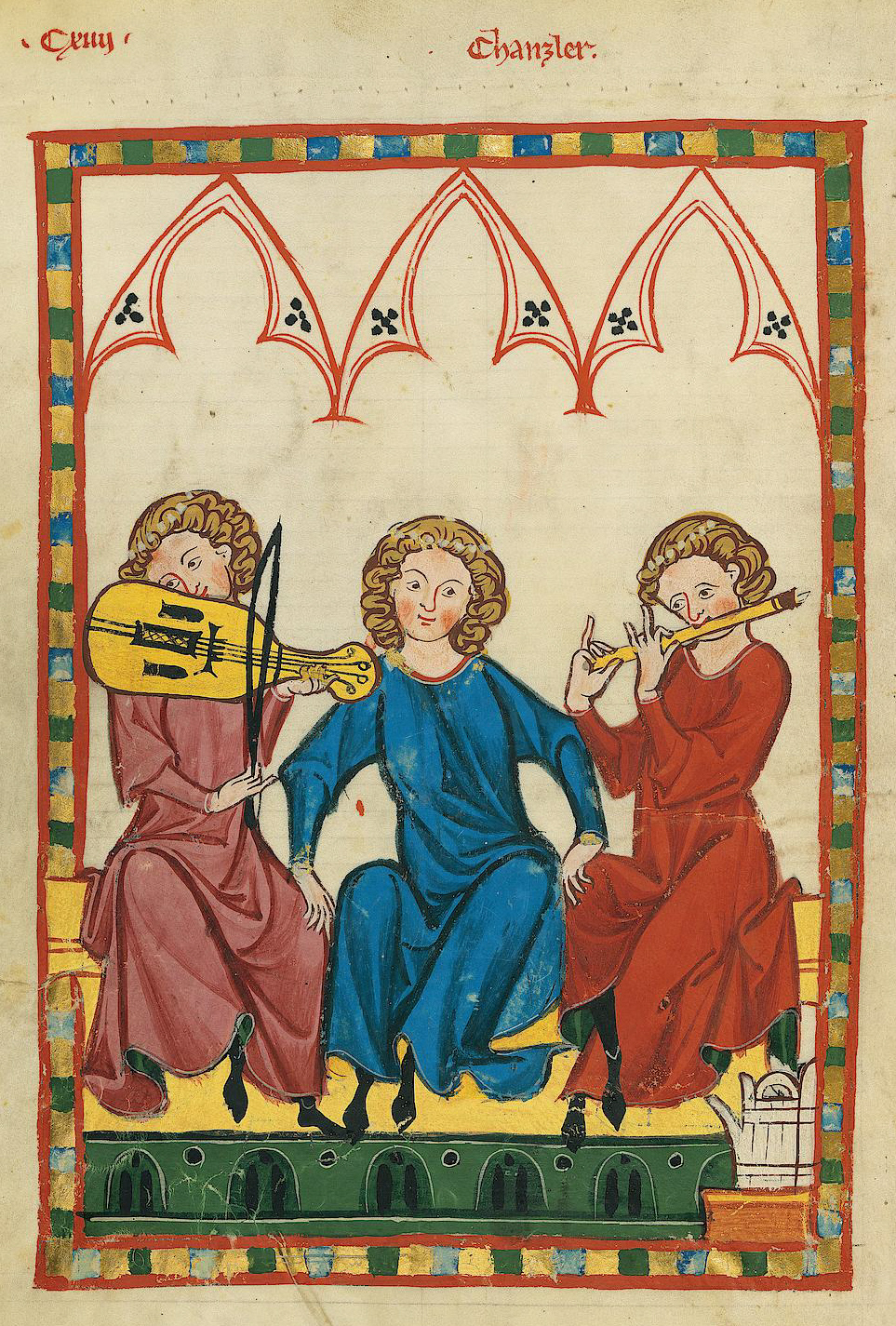
Fiedler und Querflötenspieler im Codex Manesse, 1305 bis 1315

Archäologische Funde von abendländischen Querflöten liegen aus dem 12. bis 14. Jahrhundert vor, die älteste Darstellung enthält der Hortus Deliciarum aus Landsberg. Bis auf eines stellen die mittelalterlichen europäischen Bildzeugnisse ebenso wie Bilder aus Asien links gehaltene Flöten dar. Antike europäische Darstellungen zeigen hingegen rechts gehaltene Flöten. Daher wird vermutet, dass die Querflöte in Europa vorübergehend außer Gebrauch kam und dann über Byzanz aus dem asiatischen Raum neu eingeführt wurde.
Aus dem 12. Jahrhundert ist in der französischen Sprache das Wort flûte überliefert, das sich möglicherweise vom lat. flatus ableitete. Diese Bezeichnung wurde in anderen europäischen Sprachen übernommen, bezeichnet aber bis ins 13. Jahrhundert noch Block- und Querflöte.
Überlieferungen zur mittelalterlichen Instrumentalmusik liegen kaum vor. Die Querflöte fand jedenfalls in den sogenannten „niedrigen Ensembles“ Verwendung.

### Renaissance

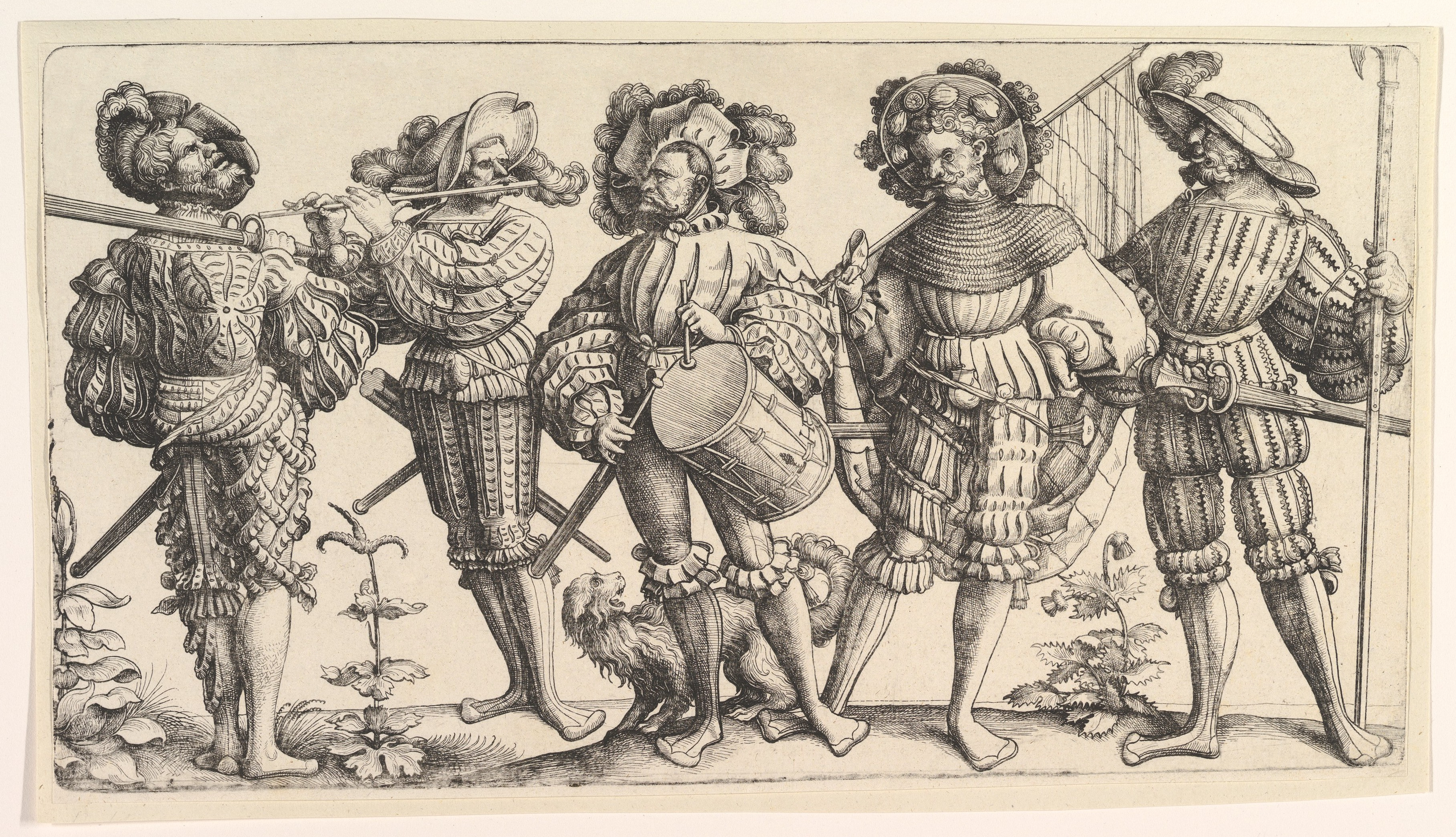
„Die fünf Landsknechte“, Eisenradierung von Daniel Hopfer aus dem frühen 16. Jahrhundert, der zweite von links mit einer Querflöte

Die Renaissance-Flöten (genannt Traversa, Fiffara, Schweizerpfeiff, Fleuste d’Allemand) wurden meist einteilig mit zylindrischer Bohrung gebaut. Sie besaßen insgesamt 6 Löcher für Zeige-, Mittel- und Ringfinger der beiden Hände (keines für den Daumen). Diese waren relativ klein (ca. 6 mm); das Mundloch wurde kreisrund gebohrt. Die scheinbar einfachen Instrumente wurden kunstvoll hergestellt von den feinsten Flötenmachern der Zeit (Rafi, Schnitzer, Bassano u. a.). Charakteristisch ist der Tonumfang von über zweieinhalb Oktaven und mehr (eine Oktave mehr als die meisten Blockflöten der Zeit). Berühmte Originalrenaissanceflöten sind unter anderem im Museum Castel Vecchio in Verona aufbewahrt.
Die Flöten wurden im 16. Jahrhundert vor allem als Ensembleinstrumente benutzt: Standardbesetzungen waren vier Flöten (Frühzeit Deutschland: a1 oder g1, d1 d1 g1; später vor allem d1 d1 d1 g1), hohe Singstimme + Flöte (in Vierfußlage) + Laute, sowie in England das Broken Consort, wo die Flöte die zweite Stimme in Vierfußlage spielt. Soloricercare von Aurelio Virgiliano; obligate Traversostimmen für diesen Typus im frühen 17. Jahrhundert in den Werken von Monteverdi, Prätorius, Schein u. a.

### Barock

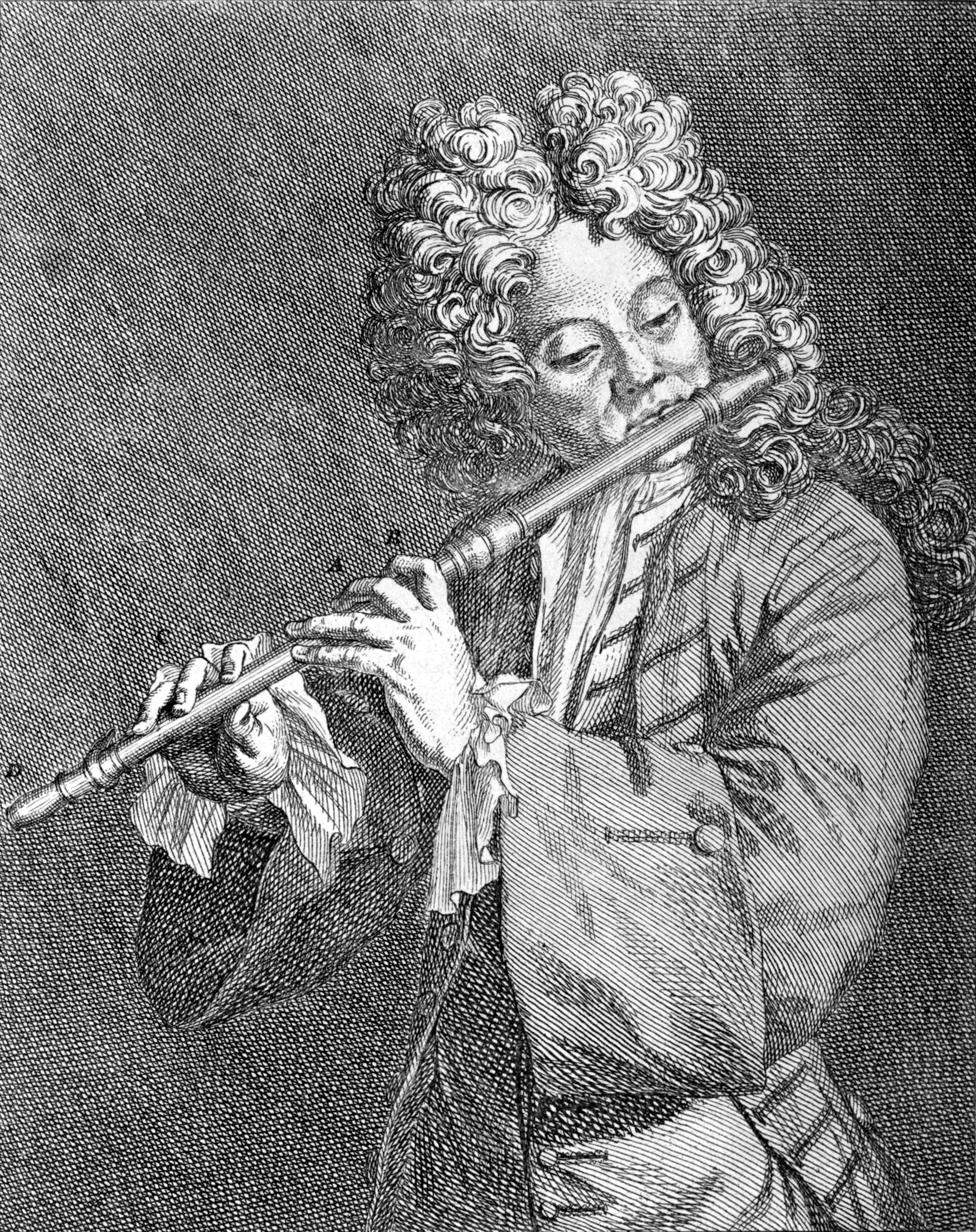
Jacques-Martin Hotteterre spielt eine dreiteilige Flöte

Die barocke, einklappige Traversflöte kam zum Ende des 17. Jahrhunderts als französische Weiterentwicklung der klappenlosen Renaissance-Flöte auf. Der Grund war ein geändertes Klangideal demzufolge die Traversflöte zunehmend zum Solo-Instrument wurde. Die neuen dreiteiligen, leicht umgekehrt konisch gebohrten Flöten klingen in der Grundoktave wesentlich kräftiger, sind in „französischer Stimmung“ (a ca. 390–400 Hz) und sind nicht zuletzt aufgrund der dis-Klappe prinzipiell in allen Tonarten zu spielen. Der Tonumfang reicht von d1 bis a3. Wichtige Flötenbauer für diesen Typ der Traversflöte waren Jean Hotteterre, Naust, Rippert und Bressan. In Deutschland sind vereinzelt Flöten dieses Typs überliefert, z. B. von Jacob Denner. Die vermutlich ersten Stücke, die explizit für dieses neue Instrument veröffentlicht wurden, waren die "Pièces pour la flûte traversière, avec la basse continue... [op. 4]" von Michel de La Barre, 1702. Literatur: Solosonaten, Duette, Solosonaten mit Continuo, Triosonaten, vereinzelter Gebrauch in größeren Ensembles. Vorwiegend französische Musik von Michel de La Barre, Jacques-Martin Hotteterre und Zeitgenossen. Möglicherweise ist die Triosonate (BWV 1039) für zwei Flöten von Johann Sebastian Bach ursprünglich für dreiteilige Traversflöten geschrieben.
Im Hochbarock waren die Flöten durch die Unterteilung des Mittelstücks später vierteilig. Die Bohrung war umgekehrt konisch, d. h. das Kopfstück hatte einen größeren Innendurchmesser als der Fuß, wobei das Kopfstück in der Regel eine zylindrische Bohrung hatte. Wichtige Flötenbauer waren etwa Denner, Oberlender, Palanca, Quantz, Martin Lot, Bizey sowie die Familien Rottenburgh und Stanesby.
Zum Anpassen der Stimmung, die von Ort zu Ort variierte, verfügten viele der Flöten über mehrere austauschbare Mittelstücke. Die neue Bohrung und dazu eine Klappe (für dis/es) ermöglichten ein technisch problemloseres chromatisches Spiel und ein weiteres Spektrum gut funktionierender Tonarten (günstigste Tonarten: D-Dur und h-Moll). Der Tonumfang reichte vom d1 bis zum a3, wobei Quantz in seinem Versuch einer Anweisung die Flöte traversiere zu spielen das e3 als den höchsten brauchbaren Ton bezeichnete.
Repertoire: französische Suiten und Sonaten, Duos (u. a. Blavet), italienische Sonaten, Concerti (Vivaldi, Locatelli, …), deutsche Musik (Bach, Händel, Telemann – u. a. 12 Solofantasien – Quantz), Kammermusik, Orchesterpartien.

### Klassik und Romantik

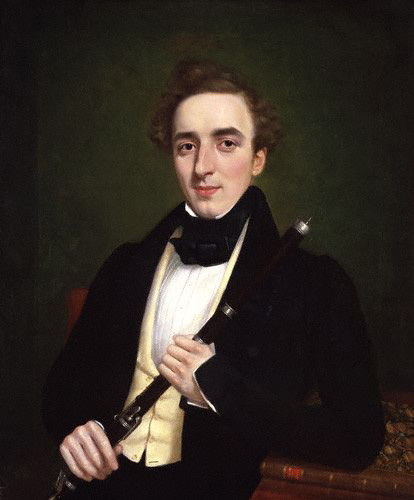
Der britische Flötist Charles Nicholson mit Flöte (1834)

Moderne Kopie einer typischen britischen Querflöte um 1860, Modell „Pratten’s Perfected“

Im Laufe der Zeit wurden die Orchester immer größer und lauter, wodurch bei Flötisten speziell auf den britischen Inseln der Wunsch nach einem lauteren, durchsetzungsfähigeren sowie flexibler und einfacher spielbaren Instrument aufkam. Zur Zeit Mozarts war die einklappige Flöte mit im Vergleich zur Traversflöte nur leicht vergrößerten Grifflöchern und manchmal leicht ovalem Mundloch weiterhin das Standardinstrument, das erwartet wurde, wenn eine Komposition eine Querflöte verlangte. Mit Beginn des 19. Jahrhunderts wurden immer mehr Klappen serienmäßig montiert. Es gab alle erdenklichen Klappenvariationen. Mehr oder weniger durchgesetzt hatten sich in Frankreich die fünfklappige Flöte (Es, kurze F-Klappe, Gis, B, C) und in England die sieben- oder achtklappige Flöte (wie in Frankreich, zusätzlich Klappen für tief Cis und C sowie manchmal eine lange F-Klappe). In Deutschland, Österreich und Italien gab es die wohl größte Vielfalt: hier waren Flöten mit 14 oder mehr Klappen sowie viele verschiedene Systeme, die meist nach ihrem Erfinder benannt waren („nach Meyer“, „Schwedlerflöte“, „System Ziegler“ usw.), keine Seltenheit. In den meisten Fällen handelte es sich, abgesehen von den aus England bekannten acht „Standardklappen“, um Trillerklappen oder redundant angelegte Klappen zur Erleichterung bestimmter Passagen.
Besonders in England stieg im ersten Drittel des 19. Jahrhunderts die Nachfrage nach lauteren und durchsetzungsfähigeren Instrumenten. Um dies zu erreichen, vergrößerte man die weiterhin konische Innenbohrung der Flöte sowie Anblasloch und Grifflöcher teilweise radikal. Dadurch ging die Möglichkeit, viele Töne statt durch Klappen durch Gabelgriffe zu spielen, verloren, wodurch eine große Anzahl von Klappen obligatorisch wurde. Weiterhin wurde das Instrument und seine Stimmung deutlich schwerer zu kontrollieren und erforderte einen teilweise völlig neuen Ansatz sowie sehr viel mehr Luft. Auf der anderen Seite entstand dadurch ein völlig neuer Querflötenklang, der teilweise mit dem Klang der Oboe verglichen wurde. Wegbereiter dieser Bewegung waren vor allem die englischen Flötisten Charles Nicholson sowie einige Jahre später Robert Sidney Pratten, die die Entwicklung der weit gebohrten und mit großen Grifflöchern und Anblasloch ausgestatteten Querflöte vorantrieben und kultivierten. Noch heute sind viele historische Instrumente erhalten, die die Aufschrift „Nicholson’s Improved“ oder „Pratten’s Perfected“ tragen. Theobald Böhm hörte während eines Englandaufenthalts ein Konzert Nicholsons. Dadurch wurde er zur Entwicklung einer zylindrischen Querflöte angeregt, da Nicholsons dynamischer Ton bis dahin mit kontinentaleuropäischen Instrumenten nicht erreichbar war.
Diese Form wird heute nahezu in jedem Orchester gespielt.
Die weit gebohrte und mit großen Grifflöchern ausgestattete Flöte der Klassik und Romantik erlebt heute eine Renaissance in der Folkmusik. Vor allem im Irish Folk ist sie sehr verbreitet, und es gibt zahlreiche Instrumentenbauer, die sich auf den Bau dieser „alten“ Instrumente spezialisiert haben und teilweise ob der großen Nachfrage bis zu zehnjährige Wartelisten für ihre Instrumente führen.

### Böhm-Flöte
Der Flötist und Instrumentenbauer Theobald Böhm gab der Querflöte ihre heutige Form (wieder zylindrisch). 1832 entwickelte er ein chromatisches Klappensystem, das die Anbringung der Tonlöcher allein nach akustischen Gesichtspunkten ohne Rücksicht auf die Greifbarkeit ermöglichte. In Frankreich errang dieses System schnell große Beliebtheit, in Deutschland hielt sich lange noch das „alte“ System. Heute sind fast alle modernen Flöten so genannte Böhmflöten. Dieses System wurde auch auf andere Holzblasinstrumente (zum Beispiel die Klarinette) übertragen.

### Rockmusik
Ab etwa 1968 wurde die Querflöte auch in der Rockmusik eingesetzt, vor allem und sehr erfolgreich von der britischen Rockband Jethro Tull und ihrem Bandleader, Sänger und Flötisten Ian Anderson, der verschiedene perfektionierte Techniken des forcierten Ausdrucks im Kontext des Progressive Rocks anwendete, etwa scharfes Anblasen, Flatterzunge und gleichzeitiger Stimmeinsatz. Andere Rockbands, die eine Querflöte prägend in ihren Sound integrierten, waren die deutsche Gruppe electra mit ihrem Bandleader und Flötisten Bernd Aust und die niederländische Gruppe Focus mit ihrem Flötisten Thijs van Leer. Auch andere Rockgruppen verwendeten die Querflöte bei ihren Aufnahmen – etwa Genesis, Camel, The Watch und No-Man.

### Verwendung verschiedener Instrumententypen
Barocke wie auch Renaissance-Flöten erfreuen sich in Form von Nachbauten historischer Instrumente wieder wachsender Beliebtheit. Die Traversflöte wird als Zweitinstrument von Querflötisten und Blockflötisten geschätzt und findet vorrangig in der Alten Musik Verwendung.
Bis weit in das 19. Jahrhundert hinein war die traditionelle Bauweise, nunmehr mit meist mehreren Klappen ausgestattet, zeitgleich mit der Böhmflöte im Einsatz. Als Material diente in der Regel Holz, vornehmlich Grenadill, später auch Bakelit oder Ebonit.
Regional blieb aber auch ein der Renaissance-Flöte ähnelnder Bautyp bis in die Gegenwart hinein in Gebrauch, die Schwegelpfeife.
Darüber hinaus gibt es noch die so genannten Spielmannsflöten, auch Trommelpfeifen genannt. Diese beruhen ebenfalls auf dem Prinzip der Querpfeifen ohne Klappen. Sie haben den gleichen Lochaufbau wie die Renaissanceflöten, mit dem Unterschied, dass die Spielmannsflöten noch ein Loch für den rechten kleinen Finger haben. Das heißt, die Flöte hat sieben Löcher. Die Griffweise ist immer noch ähnlich wie bei den Renaissanceflöten oder den Blockflöten. Der Tonumfang ab dem d1 umfasst ungefähr drei Oktaven. Sie werden heute z. B. von Spielmannszügen und in der Militärmusik eingesetzt.

## Querflöten anderer Kulturen

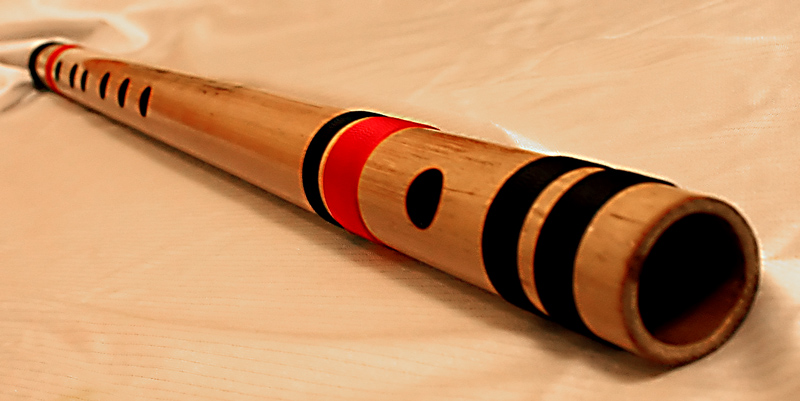
Indische bansuri

Querflöten als Gruppe der seitlich angeblasenen Flöten sind in vielen Kulturen bekannt, so die ryūteki in Japan, die dizi, xindi und koudi in China und die limbe in der Mongolei. In Nordindien ist die bansuri in der klassischen indischen Musik und in der Volksmusik verbreitet, ihr südindisches Gegenstück ist die venu. Eine äußerst seltene indische Querflöte, die in der Mitte angeblasen wird und zur Melodie einen Bordunton hervorbringt, ist die surpava. Im islamischen Nordafrika bezeichnen die Namen gasba im Maghreb und nay in Ägypten mehrheitlich offene Längsflöten und nur ausnahmsweise Querflöten, in Westafrika sind Querflöten äußerst selten. In Kenia spielen bei den Kuria höchstens noch ältere Männer die ibirongwe. Andere seltene Querflöten in Ostafrika sind die ludaya und die chivoti. Es gibt einige weitere Querflöten in Zentral-, Ost und Südafrika mit zwei bis sechs Fingerlöchern. Fast alle der in der geheimen Ritualmusik Neuguineas verwendeten Bambusflöten sind Querflöten.
Bei der modernen Irish flute in Irland handelt es sich um ein meist klappenloses Instrument. Sie wird vornehmlich aus Holz hergestellt und ist eine Weiterentwicklung der Querflöte vor Böhm und wurde im Hinblick auf Intonation und Spielbarkeit ohne Klappen optimiert. Mit dem Aufkommen der Böhmflöte wurde eine größere Anzahl von Instrumenten in herkömmlicher Bauweise zu niedrigen Preisen abgegeben und damit einer breiten Bevölkerungsschicht zugänglich, so dass die Querflöte zu einem beliebten Instrument in Irland wurde. Auf dieser Grundlage setzte eine eigenständige Entwicklung der irischen Querflöte ein. Mittlerweile werden neben Holz auch Instrumente aus Metall und Kunststoff und sogar eine Tin Whistle mit Querflöten-Wechselkopfstück angeboten. Die Irish Flute ist wie die Tin Whistle traditionell in D gestimmt, kommt aber auch in anderen Stimmungen vor.

## Literatur

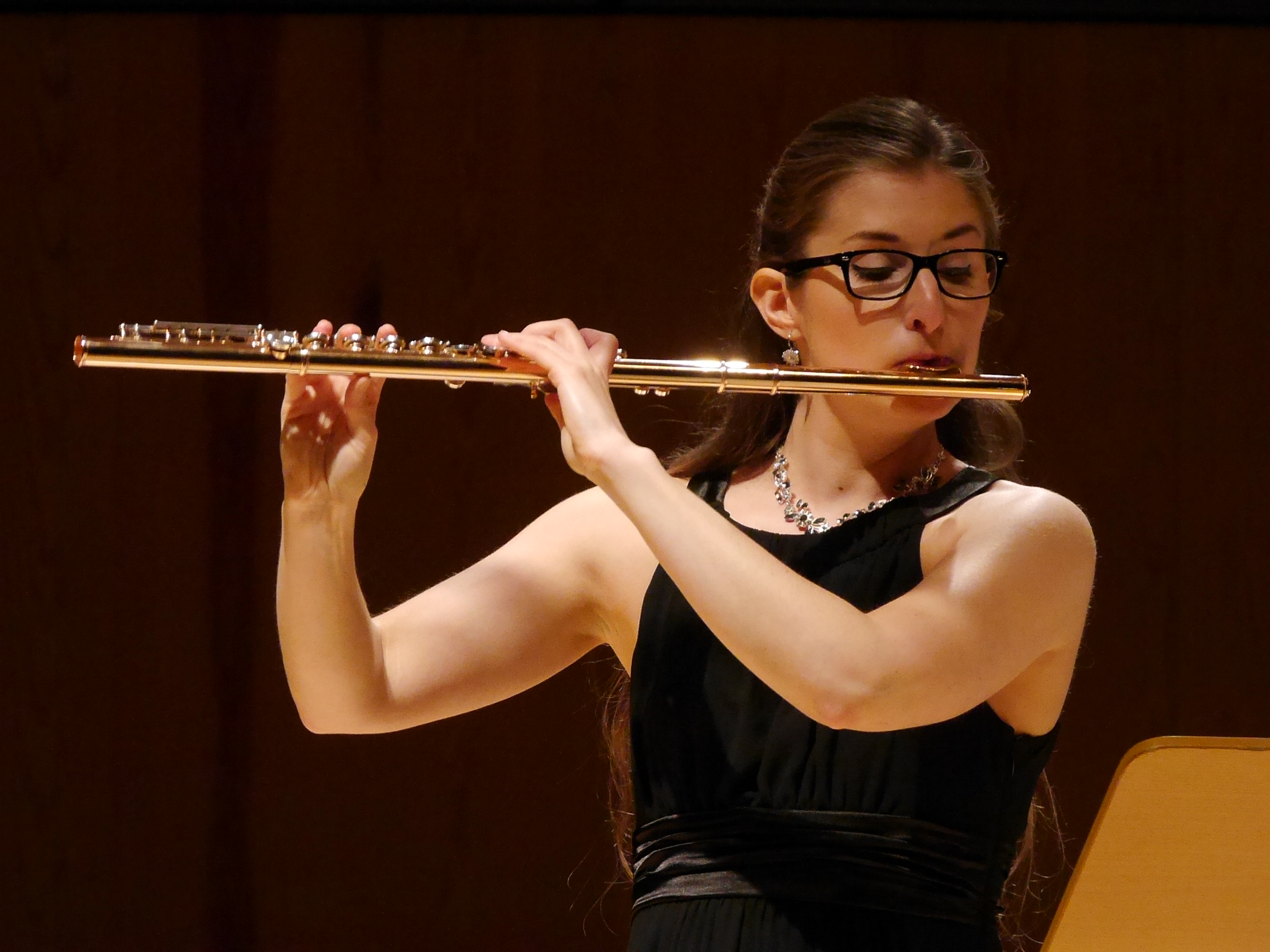
Flötistin

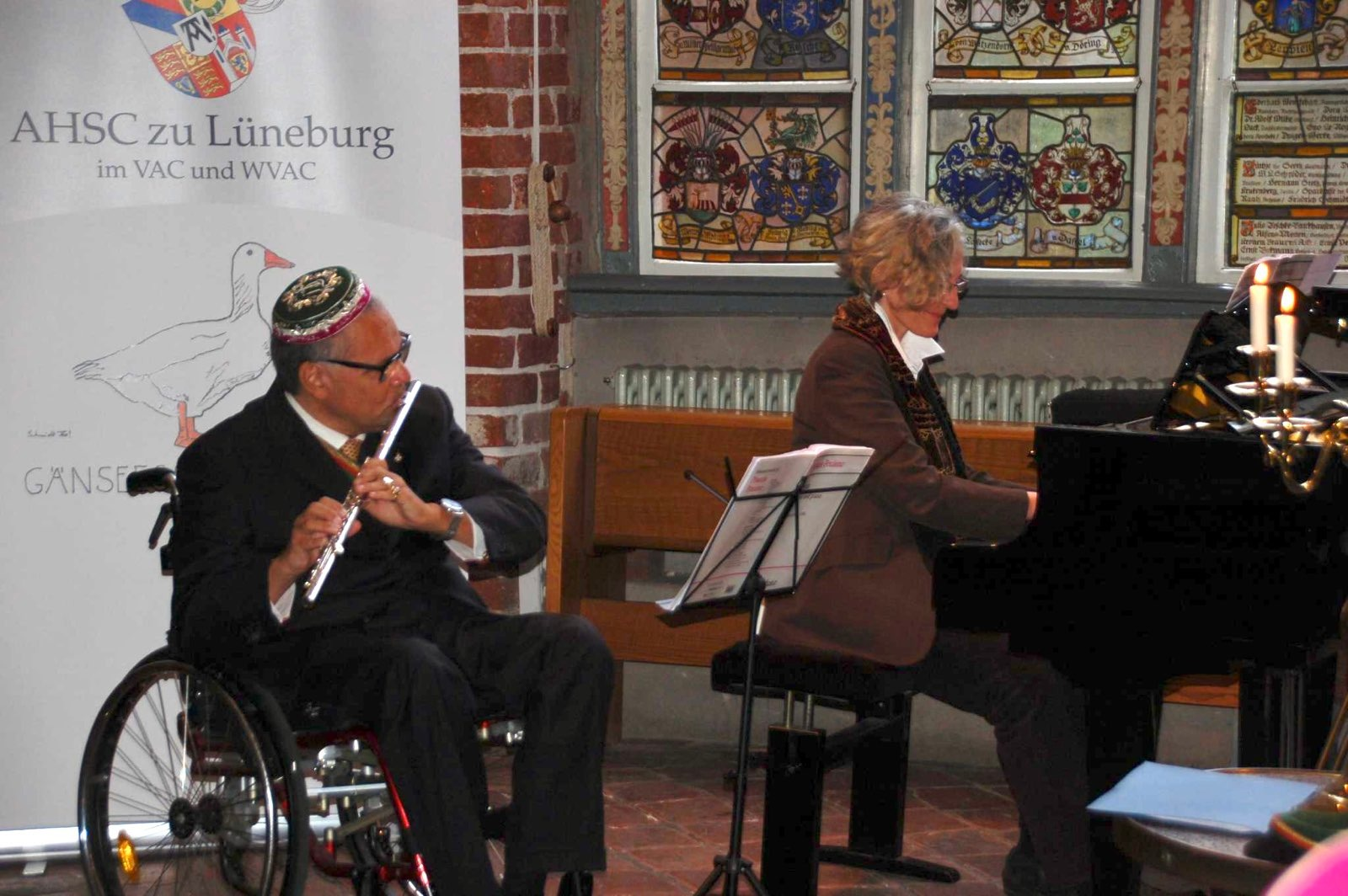
Duo Flötist – Pianistin